# Kanton Monsols
Der Kanton Monsols ist ein ehemaliger französischer Kanton im Arrondissement Villefranche-sur-Saône im Département Rhône der Region Rhône-Alpes. Hauptort war Monsols. Die landesweiten Änderungen in der Zusammensetzung der Kantone brachten zum März 2015 seine Auflösung. Letzter Vertreter im conseil général des Départements war Daniel Martin (UDF).

## Gemeinden
Der Kanton umfasste dreizehn Gemeinden:
| Gemeinde                  | Einwohner Jahr | Fläche km² | Bevölkerungsdichte | Code INSEE | Postleitzahl |
| ------------------------- | -------------- | ---------- | ------------------ | ---------- | ------------ |
| Aigueperse                | 249 (2013)     | 12,95      | 19 Einw./km²       | 69002      | 69790        |
| Azolette                  | 127 (2013)     | 4,18       | 30 Einw./km²       | 69016      | 69790        |
| Cenves                    | 407 (2013)     | 26,48      | 15 Einw./km²       | 69035      | 69840        |
| Monsols                   | 946 (2013)     | 19,82      | 48 Einw./km²       | 69135      | 69860        |
| Ouroux                    | 339 (2013)     | 21,06      | 16 Einw./km²       | 69150      | 69860        |
| Propières                 | 461 (2013)     | 16         | 29 Einw./km²       | 69161      | 69790; 69870 |
| Saint-Bonnet-des-Bruyères | 387 (2013)     | 21,2       | 18 Einw./km²       | 69182      | 69790        |
| Saint-Christophe          | 243 (2013)     | 14,62      | 17 Einw./km²       | 69185      | 69860        |
| Saint-Clément-de-Vers     | 220 (2013)     | 8,6        | 26 Einw./km²       | 69186      | 69790        |
| Saint-Igny-de-Vers        | 600 (2013)     | 27,35      | 22 Einw./km²       | 69209      | 69790        |
| Saint-Jacques-des-Arrêts  | 104 (2013)     | 7,47       | 14 Einw./km²       | 69210      | 69860        |
| Saint-Mamert              | 63 (2013)      | 3,21       | 20 Einw./km²       | 69224      | 69860        |
| Trades                    | 115 (2013)     | 7,9        | 15 Einw./km²       | 69251      | 69860        |